# الکس سدریک
الکس سدریک (انگلیسی: Alex Sedrick؛ زادهٔ ۲۸ فوریهٔ ۱۹۹۸) بازیکن زن راگبی ۷ نفره اهل ایالات متحده آمریکا است.